# Help! Help! Police! (film 1919)
Help! Help! Police! è un film muto del 1919 diretto da Edward Dillon. Prodotto e distribuito dalla Fox Film Corporation, aveva come interpreti George Walsh, Eric Mayne, Henry Hallam, Marie Burke, Alice Mann, Alan Edwards, Evelyn Brent.

## Trama
In vacanza con il padre Edward in un albergo a Palm Beach, George Welston resta colpito da una bella ragazza, Eve Pendleton, figlia di un rivale di affari di suo padre. Avendo impedito a costui di ottenere un'opzione su un contratto che, per merito suo, viene aggiudicato al padre, Pendleton incoraggia un altro pretendente della figlia, tale Arthur Trask, un damerino dai modi ineccepibili il cui vero intento in realtà è quello di derubare Eve e i suoi amici. George, vedendo che Arthur si arrampica per arrivare alla finestra di Eve, lo segue, ma viene arrestato da un detective che poi, riluttante, deve rilasciarlo. Un'altra brutta avventura in cui incorre il giovane è quando il solito Trask ne combina un'altra: lega, imbavaglia e deruba Marian Trevor, una ricca socialite, appiccando anche un incendio con la sua sigaretta. George riesce a salvare la ragazza che però lo scambia per il suo assalitore e lo denuncia come ladro, incendiario e rapitore. Welston padre paga la cauzione con il denaro che gli serve per una delle sue operazioni finanziarie. George si mette a inseguire Trask che ha rubato i seicentomila dollari che Pendleton ha usato per lo stesso affare. Dopo una rissa, George cattura l'imbroglione e ladro e poi corre in tribunale per evitare che il denaro della cauzione venga perduto. Alla fine, Pendleton e Welston diventano soci, mentre Eve e George si sposano.

## Produzione
Il film fu prodotto dalla Fox Film Corporation.

## Distribuzione

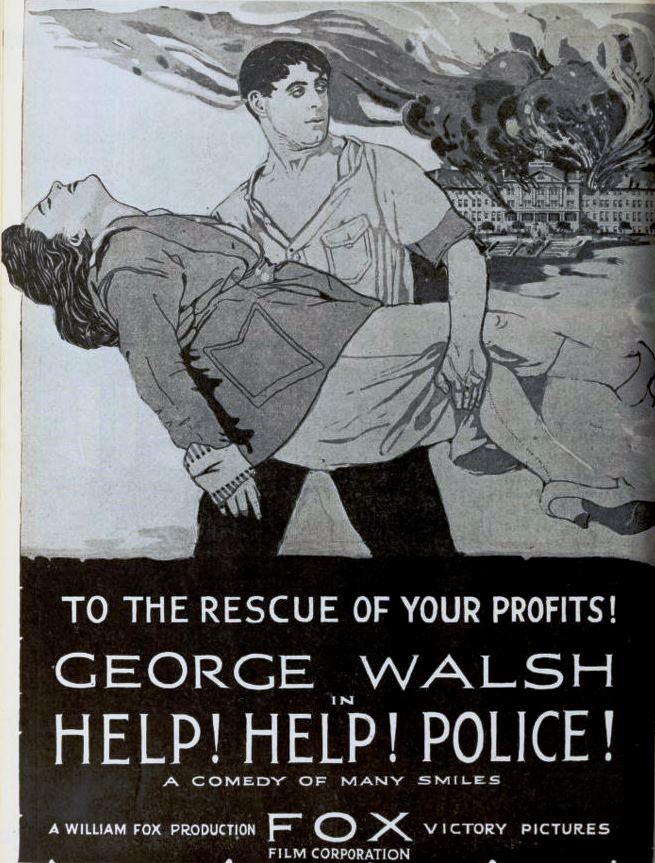
Pubblicità su Exhibitors Herald
(3 maggio 1919)

Il copyright, richiesto da William Fox, fu registrato il 27 aprile 1919 con il numero LP13661. Distribuito dalla Fox Film Corporation sotto la dizione Victory Pictures, il film uscì nelle sale cinematografiche statunitensi il 27 aprile 1919.
Non si conoscono copie ancora esistenti della pellicola che viene considerata presumibilmente perduta.